# Ruben Um Nyobè
Ruben Um Nyobè (* 10. April 1913 in Song Mpeck, Nyong-et-Kéllé; † 13. September 1958 in der Nähe von Boumyebel in Nyong-et-Kéllé) war ein antikolonialistischer Politiker und Gewerkschafter aus Kamerun. Am 13. September 1958 wurde er von Angehörigen der französischen Streitkräfte ermordet. Trotz seines frühen Todes gilt er als einer der herausragenden Politiker Afrikas. Viele Jahre war er vergessen, weil seine Schriften und die Nennung seines Namens bis in die 1990er Jahre in Kamerun verboten waren.

## Biographie

### Jugend, Ausbildung und frühe politische Arbeit
Um Nyobè wurde in Song Mpeck, einem Bauerndorf in der heutigen Stadtgemeinde Boumnyébel im Süden Kameruns, als Angehöriger der Bassa geboren. Zu dieser Zeit stand Kamerun unter deutscher Kolonialherrschaft. Durch den Versailler Vertrag von 1919 ging das Land offiziell in den Besitz des Völkerbundes über, der wiederum die Mandate zur Verwaltung an Großbritannien und Frankreich gab. Es kam zur Aufteilung des Landes, bei der Frankreich vier Fünftel erhielt; Um Nyobè stammte aus dem Teil, der von Frankreich verwaltet wurde.
Der Vater von Um Nyobè war Priester eines animistischen Glaubens. Der Sohn besuchte Schulen von presbyterianischen Missionaren in Französisch-Kamerun und lernte Französisch; zudem beherrschte er weitere Sprachen wie Bassa, Duala und Bulu. Nach seiner christlichen Taufe im Jahr 1921 nahm Um Nyobè den Vornamen „Ruben“ an. 1929 machte er einen Schulabschluss in Éséka und begann dort 1931 eine Ausbildung zum Grundschullehrer. Im letzten Jahr seines Studiums wurde er relegiert, weil er sich zu kritisch gegenüber der Obrigkeit zeigte. Später erwarb er sein Lehrerdiplom dennoch.
Nach einigen Jahren der Tätigkeit als Lehrer trat Um Nyobè 1935 in den kolonialen Staatsdienst ein, studierte aber weiter und erwarb 1939 einen Bachelor für die Sekundarschulbildung. Anschließend wurde er als Gerichtsschreiber an den Gerichtshof von Edéa versetzt. Dort entwickelte er Interesse für Völkerrecht und erkannte die Ungerechtigkeit des Kolonialismus.
Ab Ende der 1930er Jahre engagierte sich Um Nyobè in der Jeunesse camerounaise Française (JeuCaFra), einer Organisation, die von der französischen Regierung gegründet worden war, um der Nazi-Propaganda entgegenzuwirken. Als die Franzosen ihre Versprechen auf mehr Freiheiten für die Kameruner nicht hielten, löste sich diese Organisation auf. Nach dem Zweiten Weltkrieg schloss er sich dem Cercle d’études Marxistes an, einer kamerunischen nationalistischen Gruppe, deren Ziel es war, gegen „Nazismus, Rassismus und Kolonialismus“ zu kämpfen. Gründer der Gruppe war der französische Lehrer und Gewerkschafter Gaston Donnat. Um Nyobè sagte hierzu: „Es war das erste Mal, dass ich mich mit einem weißen Mann an einen Tisch setzte: Ich betrachte dies als ein großes Ereignis in Kamerun. Ich werde es nicht vergessen.“ Diese Gruppe wurde zur Keimzelle der Partei Union des populations du Cameroun (UPC).
Um Nyobè hatte zwei Frauen, Marie und Marthe 1957 wurde er Vater eines Sohnes namens Daniel, und er hatte drei Töchter.  2018 berichtete seine Tochter Hermine, dass sie in ihrer Kindheit wegen ihres Vaters stigmatisiert wurde, und ihrem Sohn, der wie sein Großvater heißt, die Aufnahme in eine Schule in Yaoundé verweigert worden sei.

### Gewerkschaftliches Engagement

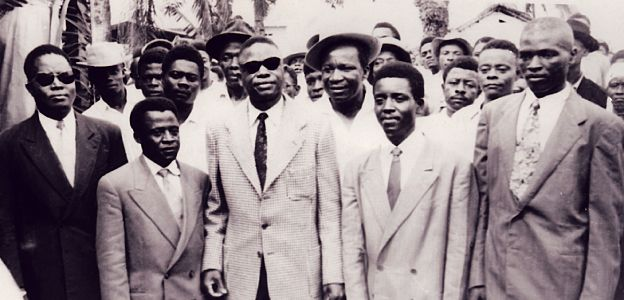
Führer der UPC (v. l. n. r.): Castor Osende Afana, Abel Kingué, Ruben Um Nyobé, Felix Moumié und Ernest Ouandié

1944 wurde in Douala mit der Unterstützung des französischen Gewerkschaftsbundes Confédération générale du travail (CGT) der erste kamerunische Gewerkschaftsverband Union des syndicats confédérés du Cameroun (USCC) gegründet. Die USCC setzte sich für die Wiedervereinigung des Landes, seine Unabhängigkeit und für soziale Gerechtigkeit ein.
Als im September 1945 die Eisenbahner und Hilfsarbeiter in Douala einem Aufruf der USCC folgend spontan streikten, bewaffneten sich die sogenannten „Kampfsiedler“ der Association des Colons du Cameroun mit Waffen aus dem nur schwach bewachten Arsenal der dortigen Garnison und veranstalteten eine Treibjagd auf die Streikenden und schließlich auf Afrikaner im Allgemeinen. Nach Angaben der Kolonialbehörden gab es offiziell acht Tote und 20 Verletzte. Diese Zahlen sind allerdings umstritten: Eine Untersuchung aus dem Jahr 2017 spricht von mindestens 400 Toten.
Die darauf folgenden Repressionen gegen die USCC und ihre Führer führten unter anderem dazu, dass Um Nyobè 1947 neuer Generalsekretär der USCC wurde. Er stritt für bessere Bedingungen für die kamerunischen Arbeiter und machte das Kolonialsystem für ihre schlechte soziale Lage und schlechte Arbeitsbedingungen verantwortlich. Er war überzeugt, dass nur die politische Unabhängigkeit seiner Nation die Lage der Arbeiter verbessern könne. Es gelang ihm, verschiedene ethnische Gruppen zu vereinen, die sich dem Widerstand gegen die Franzosen anschlossen.

### Unabhängigkeitskampf
Im September 1946 wohnte Um Nyobè als Vertreter der USCC dem ersten Parteikongress der Rassemblement Démocratique Africain (RDA) in Bamako im heutigen Mali bei. Zurück in Kamerun setzte er sich für die Gründung einer kamerunischen Partei ein. 1948 wurde in Douala die UPC gegründet, die bald zu einer der wichtigsten nationalistischen politischen Parteien in Afrika südlich der Sahara wurde; ihre Anhänger werden upécistes genannt. Um Nyobè wurde ihr Generalsekretär – dafür gab er sein Amt in der Gewerkschaft auf – und unbestrittener Führer des kamerunischen Nationalismus. Er wurde „Mpodol“ („Der für die Seinen spricht“ in der Bassa-Sprache) genannt.
1952, 1953 und 1954 reiste Um Nyobè nach New York, um vor der Generalversammlung der Vereinten Nationen zu sprechen. Die französischen Behörden versuchten vergeblich zu verhindern, dass er dafür Einreisevisa erhielt. Er prangerte die französische Kolonialherrschaft in Kamerun an und forderte die sofortige Wiedervereinigung des französischen und des britischen Landesteils sowie einen festen Termin für die Unabhängigkeit und eine kamerunische gesetzgebende Versammlung. In der Folge stand er unter strenger Beobachtung der französischen Behörden.
1955 wurde mit Roland Pré ein neuer Hochkommissar in Kamerun eingesetzt. Er zeigte sich entschlossen, die UPC unter Um Nyobè zu zerschlagen, insbesondere da Frankreich sowohl in Algerien wie auch in Vietnam in weitere große Konflikte verwickelt war. In der Osterzeit 1955 veröffentlichten die katholischen Bischöfe Kameruns einen Hirtenbrief: Darin wurden die Christen vor den Zielen der UPC gewarnt, nicht wegen ihrer Forderung nach Unabhängigkeit, sondern wegen des „Geistes, der sie beseelt“ („en raison non pas de la cause de l’indépendance qu’il défend, mais de l’esprit qui l’anime“) – mit diesem „Geist“ könnte nach der Niederlage der Franzosen in der Schlacht um Điện Biên Phủ gegen die Việt Minh der Kommunismus gemeint gewesen sein.
Initiator dieser Kampagne war der französische Arzt Louis Paul Ajoulat, Führer des Bloc Démocratique Camerounais (BDC), einer katholisch geprägten Partei, die gegen die Unabhängigkeit war. Nach der Veröffentlichung des Hirtenbriefs kam es zu Auseinandersetzungen zwischen den Anhängern der UPC und der BDC. In einigen Orten wurden Missionare angegriffen und kirchliches Eigentum verwüstet. Die Unruhen griffen auf ganz Südkamerun über, insbesondere auf Douala. Am 26. Mai ließ Gouverneur Roland Pré, der im Kongo stationierte französische Streitkräfte herbeigeholt hatte, den Aufstand in Douala niederschlagen. Es gab Dutzende Tote und Verletzte, und rund 700 Anhänger der UPC wurden offiziell verhaftet. Am 13. Juli 1955 wurden die UPC und alle ihre Nebenorganisationen verboten.

### Tod

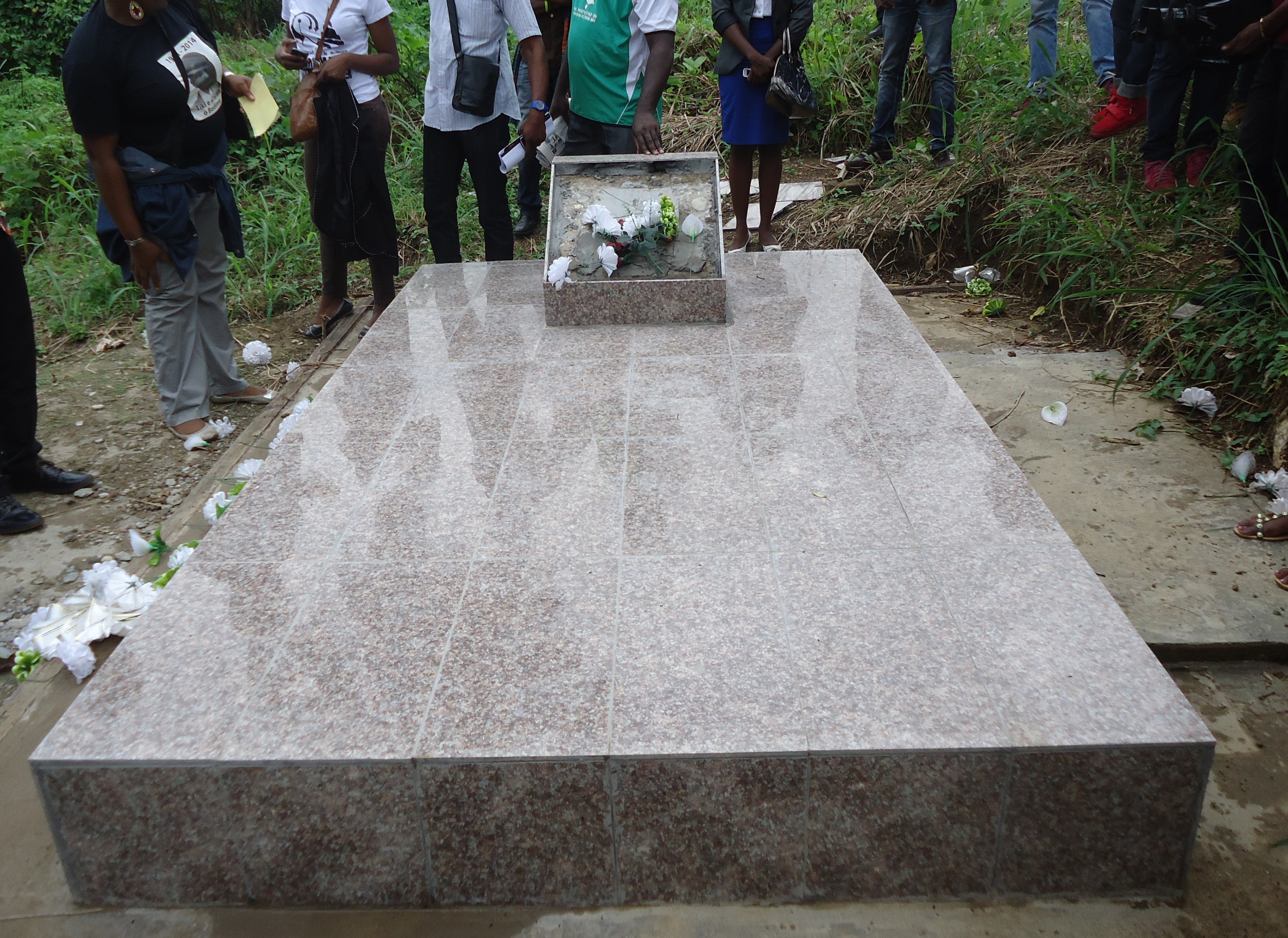
Besucher am Grab vom Um Nyobè in Eséka (2016)

Um Nyobè, der bis dahin Militäraktionen der UPC abgelehnt und auf Verhandlungen gesetzt hatte, ging in den Untergrund („maquis“) und versteckte sich in einem Wald in seiner Heimatregion. Laut dem kamerunischen Historiker Jacob Tatsitsa verrieten Weggefährten von Um Nyobè seinen Aufenthaltsort nach Verhaftung und Folter. Er sei dann wie sein Freund Pierre Yém Mback (ein angeheirateter Onkel von Achille Mbembe) in der Nähe der Stadt Boumnyébel von Hilfstruppen unter dem Kommando eines französischen Offiziers erschossen worden. Ruben Um Nyobè wurde 45 Jahre alt.
Seine Leiche wurde geschändet und in Boumyebel zur Schau gestellt. „‚Der Gott, der sich geirrt hat‘ ist tot“, verkündete ein Flugblatt, das in Tausenden von Exemplaren in Umlauf gebracht wurde. Der Leichnam von Ruben Um Nyobè wurde in einen Betonblock eingeschlossen, um die Durchführung traditioneller Riten zu verhindern. Er wurde auf dem evangelischen Friedhof von Eréka bestattet, wo sein Grab weiterhin besucht werden kann.
Die französischen Behörden vernichteten die meisten seiner Schriften, und den Einwohnern Kameruns war es verboten, seinen Namen in der Öffentlichkeit zu nennen. Dieses Verbot galt bis 1991.

## Nach Um Nyobès Tod

### Ereignisse in Kamerun
Nachdem man Um Nyobè und die UPC „losgeworden“ war, wurde Französisch-Kamerun zum 1. Januar 1960 offiziell unabhängig von Frankreich, der Historiker Thomas Deltombe nennt dies eine „Scheinunabhängigkeit“. Ahmadou Ahidjo, ein Protegé Frankreichs, wurde nach massivem Wahlbetrug erster Präsident der Republik Kamerun und errichtete eine blutige Diktatur. Die UPC startete einen bewaffneten Aufstand, der mit Hilfe französischer Militärberater niedergeschlagen wurde. Laut dem Buch Kamerun! Une guerre cachée aux origines de la Françafrique waren es französische Offiziere, die „den heimlichen Krieg“ der neuen kamerunischen Armee gegen die Aufständischen leiteten. Es kam zu Folter, Zwangsumsiedlungen und Hinrichtungen. Laut einem vertraulichen Bericht der britischen Botschaft von Mitte der 1960er Jahre forderte dieser Krieg in Kamerun von 1956 bis 1964 zwischen 60.000 und 76.000 zivile Opfer. Auf einer Konferenz im Jahr 1962 behauptete ein Journalist von Le Monde, dass seit 1959 allein in der Region Bamileke 120.000 Menschen getötet worden seien. „Doch selbst in Frankreich, […], weiß man davon fast gar nichts“, habe er hinzugefügt; tatsächlich berichteten weder Le Monde noch andere französische Zeitungen über diesen Konflikt.
Nationalistische Führer wurden in Kamerun sowie im Exil umgebracht. Félix Moumié, Nachfolger von Um Nyobè als Generalsekretär der UPC, wurde 1960 in Genf mit Thallium vergiftet, mutmaßlich von einem französischen Geheimdienst. Ein weiterer Weggefährte, der Ökonom Ossende Afana, wurde 1966 nahe der Grenze zum Kongo von Militärkräften erschossen. Ernest Ouandié kehrte ins Land zurück, um den Aufstand zu koordinieren, und wurde wegen eines vermeintlich geplanten Staatsstreiches 1970 verhaftet, vor Gericht gestellt und zum Tode verurteilt, so auch 1971 Albert Ndongmo, Bischof von Nkongsamba. Ouandié wurde am 15. Januar 1971 hingerichtet. Ndongmos Todesstrafe wurde in eine Freiheitsstrafe umgewandelt; nach fünf Jahren wurde er nach einer Abmachung mit dem Vatikan kurz vor Wahlen mit der Auflage freigelassen, sein Heimatland zu verlassen. Er starb 1992 in Québec. Abel Kingué, der letzte noch Lebende aus der Riege der UPC-Führung, starb nach jahrelanger Verfolgung 1964 in Kairo eines natürlichen Todes.
Noch 2009 bezeichnete der französische Premierminister François Fillon Berichte über die Beteiligung der französischen Armee an der Ermordung von UPC-Angehörigen in Kamerun – obwohl gut dokumentiert – als „Erfindung“, und 2015 nannte Staatspräsident François Hollande diese Ereignisse „tragische Episoden“.

### Nachruhm
1972 erschien das Werk Main basse sur le Cameroun: Autopsie d’une décolonisation des Kameruners Mongo Beti, der in Frankreich lebte und dessen Text zensiert wurde. 1974 schrieb der afro-amerikanische Politikwissenschaftler Richard A. Joseph den Aufsatz Ruben um Nyobé and the 'Kamerun' Rebellion für die Zeitschrift African Studies, in dem er Um Nyobè als „undoubtly one of the most brilliant thinker and organizer […] after the Second World War in Africa“ („unzweifelhat einer der brillantesten Denker und Anführer […] nach dem Zweiten Weltkrieg in Afrika“) beschrieb.
Erst ab den 1990er Jahren wurden weitere wissenschaftliche und belletristische Werke veröffentlicht, die sich mit Ruben Um Nyobé, der UPC und dem Unabhängigkeitskampf Kameruns beschäftigen. Unter den Autoren befinden sich etwa der kamerunische Historiker Achille Mbembe, der Autor und Aktivist Enoh Meyomesse und der Schriftsteller Patrice Nganang.

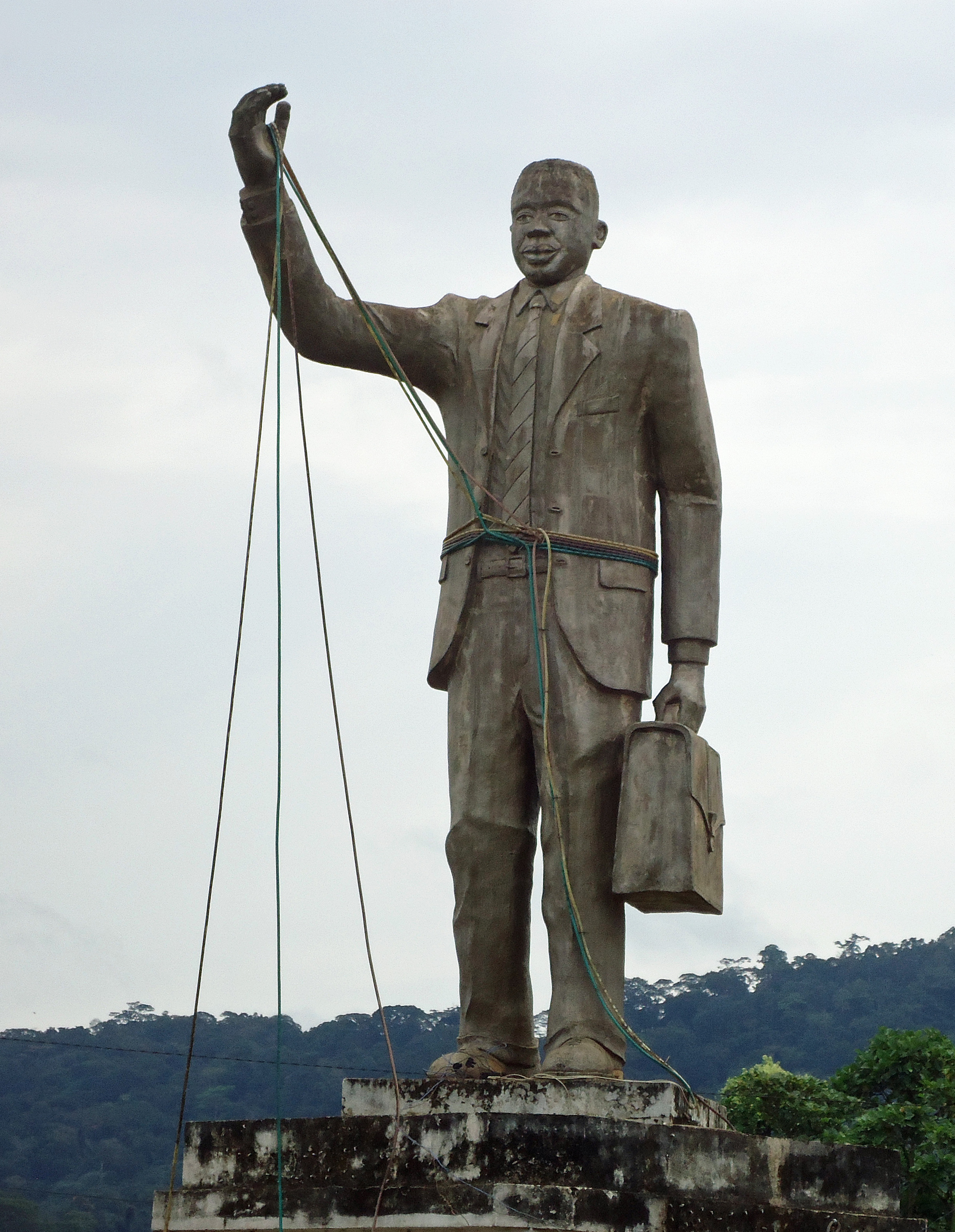
Standbild von Um Nyobé in Eséka (2016)

Am 22. Juni 2007 wurde in Éséka ein Standbild von Um Nyobè eingeweiht. Das Denkmal, das aus privater Initiative entstand, stellt seine Ankunft am Bahnhof von Eséka im Jahr 1952 dar, als er von einem Besuch der UN zurückkehrte. 2022 wurde zur Erinnerung an Um Nyobè ein weiteres Denkmal – dessen Ästhetik kritisiert wird – in Boumnyébel enthüllt. Zu dieser Einweihung war der französische Botschafter geladen, was für Empörung sorgte.
In Douala wurde eine abgelegene Straße nach Um Nyobè benannt. Ein Beschluss des Gemeinderats von Éséka, den dortigen Platz nach Um Nyobè zu benennen, wurde 2023 vom zuständigen Verwaltungsbeamten unter Anführung von formalen Gründen abgelehnt.
2019 veröffentlichte der kamerunische Sänger Blick Bassy sein Album 1958 in Gedenken an Um Nyobè.
Thomas Deltombe, Mitautor des Buches Kamerun!, bescheinigt Ruben Um Nyobè eine „fast mythische Aura“. Er sei eine Schlüsselfigur im Kampf um die Unabhängigkeit Kameruns gewesen, ein Denker, ein hervorragender Organisator und ein Versöhner von absoluter Integrität. Er habe den großen Respekt seiner Landsleute genossen, und seine Qualitäten seien selbst in den vertraulichen Berichten der französischen Kolonialverwaltung und der Polizei anerkannt worden.

## Publikationen
- Les vraies solutions pour une détente politique et morale au Kamerun. Inter-Compos Montmartre, Paris 1957 (französisch).
- La pensée de Um Nyobé : l’UPC veut travailler dans la légalité démocratique. Bureau national provisoire de l’UPC, Yaounde 1961 (französisch).
- Ecrits sous maquis. Editions L’Harmattan, 2004, ISBN 978-2-85802-922-8 (französisch).
- Cetim (Hrsg.): Ruben Um Nyobè: Recueil de textes introduit par Saïd Bouamama. 2017, ISBN 978-2-88053-129-4 (französisch).